# Bartolomeo Manfredi
Bartolomeo Manfredi (Ostiano, agosto 1582 – Roma, 12 dicembre 1622) è stato un pittore italiano, tra i maggiori esponenti del caravaggismo romano.

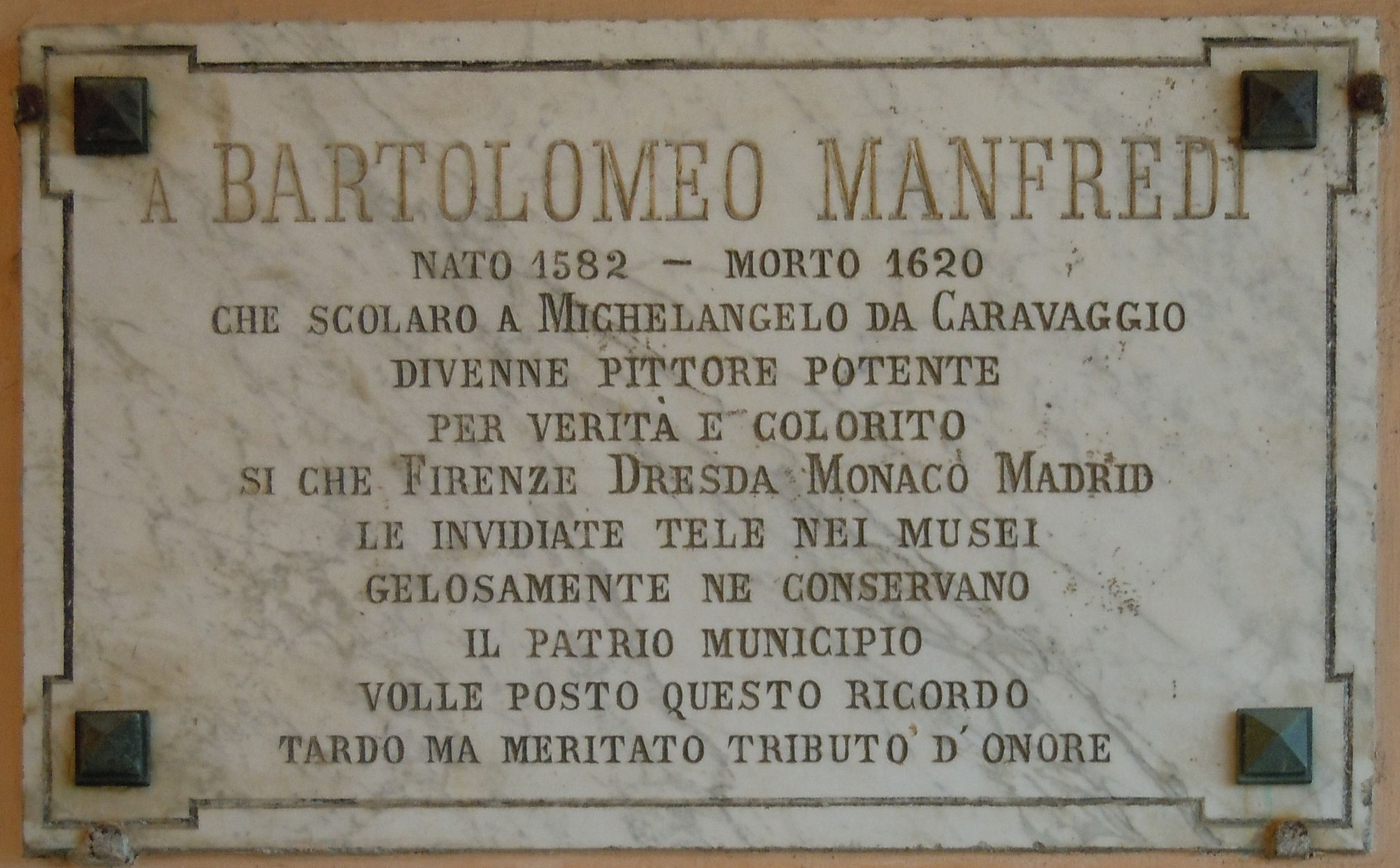
Ostiano, lapide alla memoria di Bartolomeo Manfredi

Seppur la vita artistica del Manfredi fu relativamente breve, durò solo quindici anni circa, dal 1609 al 1622, la sua pittura ebbe particolare seguito, soprattutto tra i pittori del nord Europa, come Nicolas Régnier, Nicolas Tournier e Valentin de Boulogne, ma anche tra gli artisti fiamminghi e olandesi attivi a Roma, come Gerrit van Honthorst, nonché italiani come Orazio Riminaldi.
Giulio Mancini lo ritenne uno dei quattro artisti faceti parte della «schola» del Caravaggio, assieme al giovane Jusepe de Ribera, Spadarino e Cecco del Caravaggio.

## Biografia

### Gli inizi (1595-1613)
Le fonti antiche di Giulio Mancini, colui che più di ogni altro ha scritto sull'artista e su cui maggiormente si basano le ricostruzioni storiche della sua biografia, dicono che Bartolomeo Manfredi si approcciò alla pittura durante i suoi anni giovanili passati tra Milano, Cremona e Brescia, fin poi a spostarsi a Roma. Nella città pontificia il Manfredi si perfezionò nel disegno al seguito di Cristoforo Roncalli, detto il Pomarancio, un pittore tardomanierista molto attivo alla fine del XVI secolo, conosciuto probabilmente già intorno al 1595 quando questi era a Mantova.
Al 1596 è documentata una denuncia che l'allora quattordicenne ebbe a Mantova, dove fu accusato di portare spade e pugnali di notte e di spacciarsi per servitore di tal Eugenio Barcha.
Giunto a Roma quindicenne come allievo del Pomarancio, sia il Mancini che Giovanni Baglione riferiscono che il Manfredi fu colpito dalla pittura e dal colorito del Caravaggio, di cui divenne un "imitatore", seppur non si sa a che età precisamente si avvicinò a questa corrente, seppur il Baglione fece un generico riferimento a quando il pittore di Ostiano "si fece grande". Altresì non è nota se la vicinanza tra il Manfredi e Caravaggio era solo concettuale o anche fisica, tuttavia, ad ogni buon conto, negli atti del processo indetto da Giovanni Baglione nel 1603, compare un tal "Bartolomeo, servitore del Caravaggio", che lascia presupporre che questo nome si riferisca proprio al ventunenne Manfredi, che forse in quegli anni prestava servizio e collaborazione al Merisi.
Nel 1607 Manfredi venne citato dal Tribunale del Governatore Criminale, mentre al 1610 risale la prima residenza romana documentata del pittore, dov'è segnalato presso la parrocchia di Sant'Andrea delle Fratte.

### I primi successi (1613-1617)

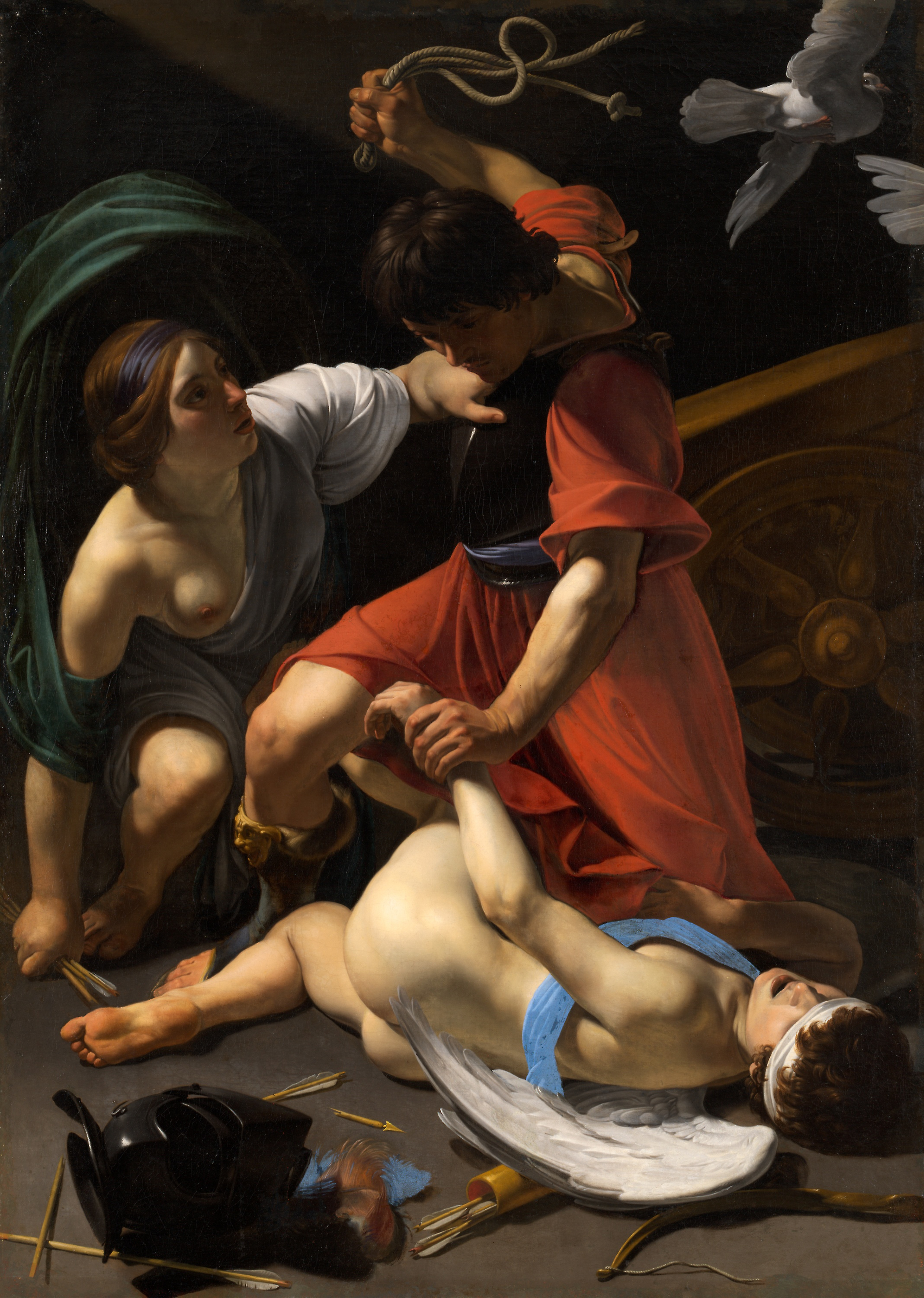
Sdegno di Marte (Art Institute, Chicago)

Tra le personalità più vicine al pittore vi fu Giulio Mancini, medico, scrittore e grande mecenate artistico che in più occasioni ha funto da committente o intermediario nei lavori del Manfredi. Il Mancini risulta pertanto fondamentale per comprendere in linea generale quella che è l'attività artistica di Bartolomeo, in quanto non disponendo di ulteriori fonti documentaristiche puntuali, avendo il pittore stesso mancato di firmare e datare alcuna delle sue opere, ricostruire gli spostamenti, le commesse o anche il catalogo di dipinti risulta particolarmente complesso. Il Mancini, che ben conosceva il Manfredi, avendo egli per primo puntato sul suo successo, diventa dunque cruciale per determinare alcuni fondamenti della vita del pittore, e più in particolare risulta di particolare rilevanza lo scambio di corrispondenze che il medico ebbe col fratello a Siena, Deifebo, tra il 1613 e il 1622 (anno della morte del pittore), grazie alle quali è stato possibile dare un contorno alla biografia dell'artista, testimoniando anche tutta la parabola evolutiva, quindi dai primi passi negli ambienti romani fino alla consacrazione artistica sul panorama romano.

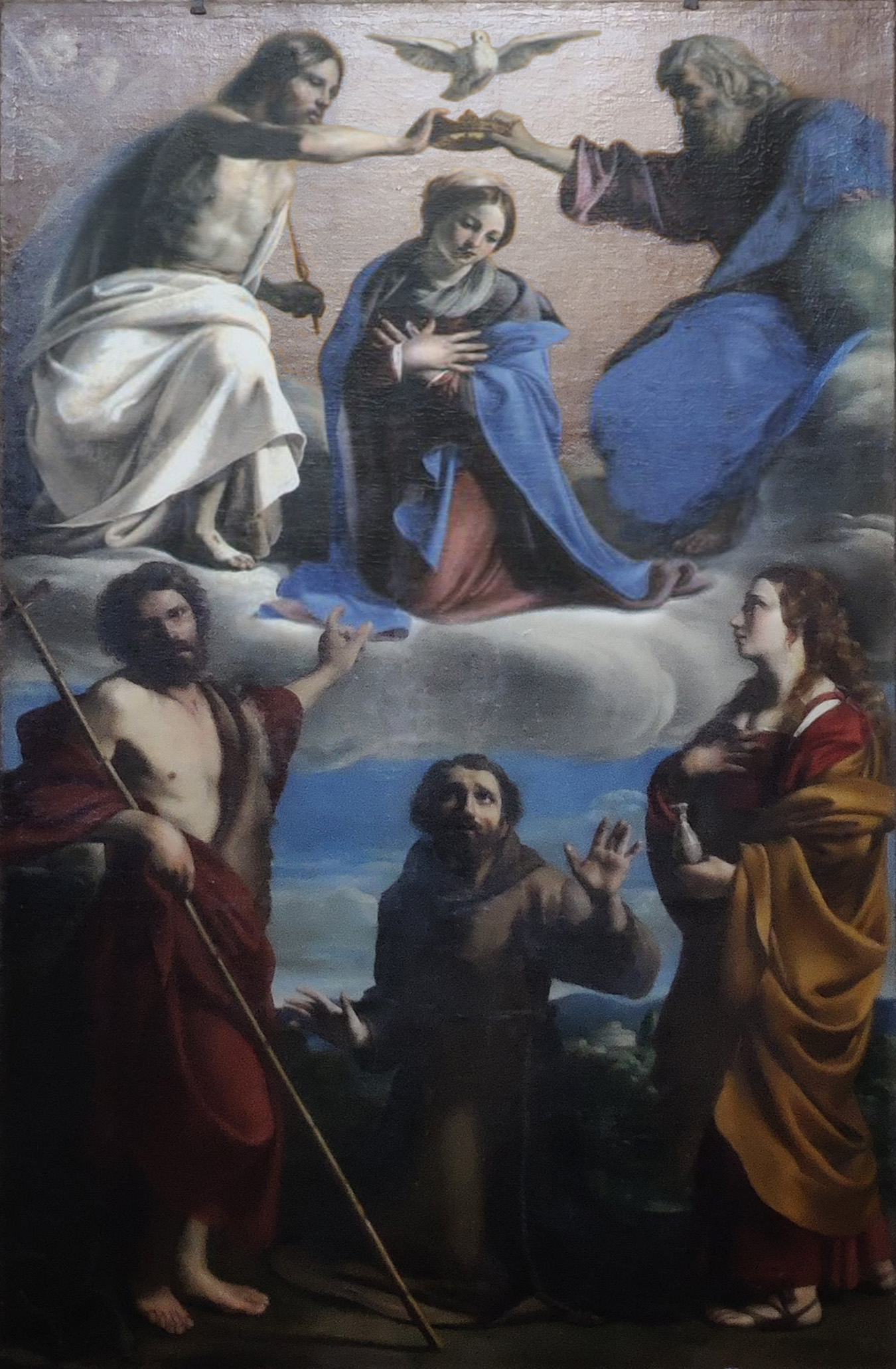
Incoronazione della Vergine con santi (chiesa di San Pietro, Leonessa)

Una prima lettera datata 22 febbraio 1613 racconta che i fratelli si accordano per fornire al cavaliere Agostino Chigi, rettore dello Spedale di Siena, probabilmente su sua richiesta, un bel quadro da Roma. La disquisizione tra i fratelli Mancini verte sull'ipotesi di far effettuare una copia dello Sdegno di Marte del Caravaggio (oggi non rintracciata, già in collezione del Monte). Tale evenienza viene scongiurata definitivamente in una corrispondenza successiva, datata l'8 marzo 1613, dove balza fuori per la prima volta il nome del Manfredi quale artista designato da Giulio per far eseguire una propria versione del soggetto (probabilmente perché il cardinal del Monte, proprietario della versione del Merisi, non consentì di effettuare alcuna copia dell'opera). Le credenziali del Manfredi erano fortemente sponsorizzate dal Mancini, il quale riteneva l'artista ostianese un giovane di grandi aspettative che non avrebbe sfigurato sull'impresa, risultando anzi all'altezza del Caravaggio. Per convincere il fratello a Siena di quanto affermava, Giulio promise di inviargli un Ecce Homo di mano del pittore (oggi al Museo di Memphis) così da farne prendere visione delle sue capacità.
Lo Sdegno di Marte (1613) risulta essere il primo e forse il maggiore capolavoro del Manfredi. In una lettera del 12 ottobre Giulio Mancini scrive a Deifebo che il dipinto, costato 35 scudi, è completato e custodito presso la sua residenza, definendolo «ben riuscito e condotto con bellissimo colorito e invenzione». La tela confluì nella collezione Chigi, che venne acquistata a prezzo di costo, quindi per 35 scudi, da Agostino, il quale tuttavia avrebbe dimostrato per la stessa solo un timido gradimento. Ciò provocò in Giulio Mancini una sorta di messa in discussione delle abilità del pittore, tant'è che questi chiese al fratello in successive lettere se le successive opere richieste non sarebbe stato meglio farle eseguire da Antonio Carracci.

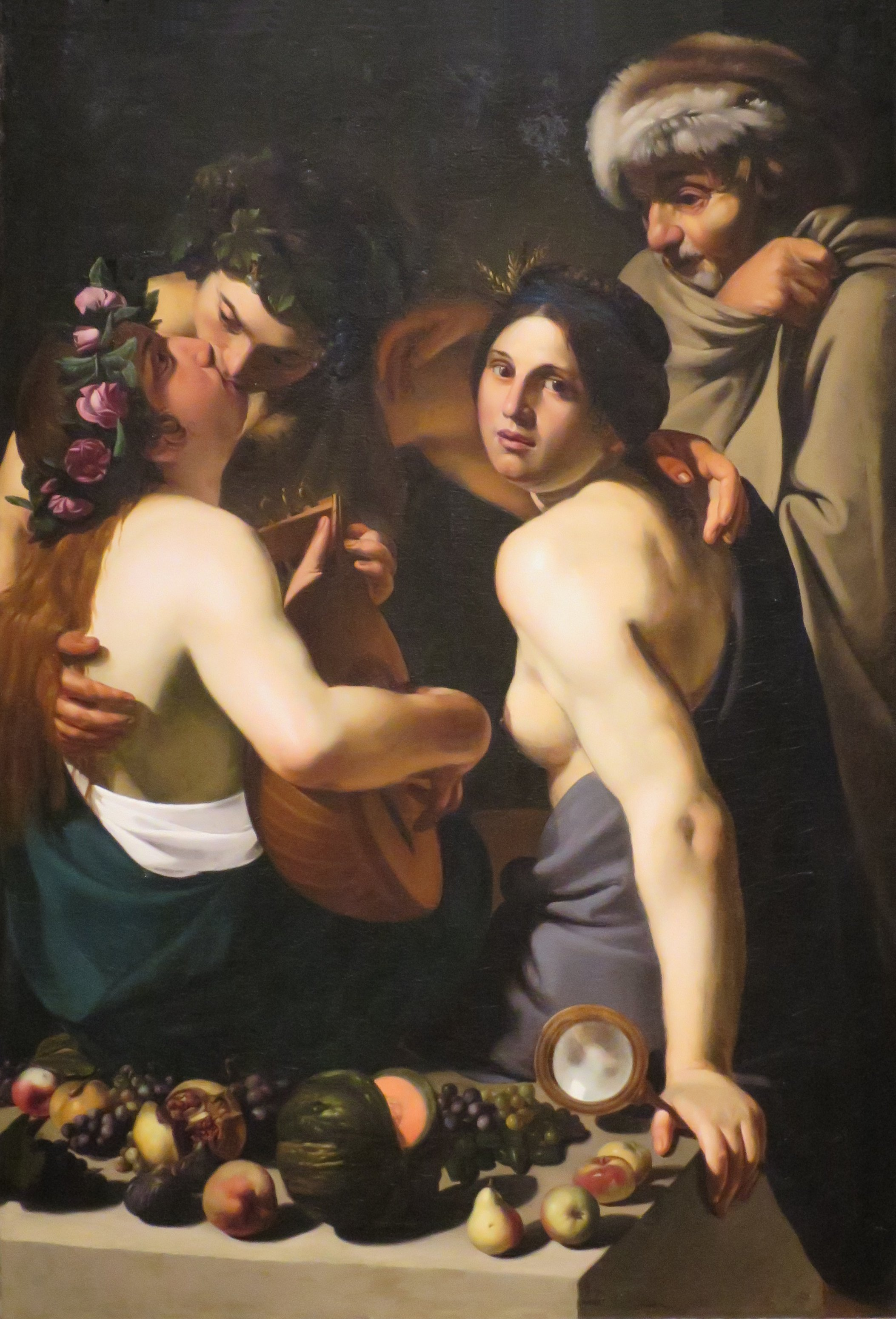
Allegoria delle quattro stagioni (The Art Institute, Dayton)

I dubbi e le perplessità si alimentarono ancor più in occasione di un'ulteriore commessa avanzata da Agostino Chigi al Manfredi, sempre su intermediazione di Giulio Mancini, dove intorno ai primi mesi del 1614, quando il pittore è registrato presso la parrocchia di Santa Maria del Popolo, questi realizza una Susanna (oggi non rintracciata). La tela fu quindi inviata a Siena presso il Chigi il 27 giugno del 1614, ma da un'altra corrispondenza di agosto si evince che il cavaliere Agostino aveva rifiutato la tela in quanto non soddisfacente le proprie aspettative.
Per circa quattro anni il Manfredi cade quindi nell'oblio e viene dimenticato da Giulio Mancini, che non gli ripropone più alcuna ulteriore commessa. Nel 1615 il pittore risulta residente presso la parrocchia di San Lorenzo in Lucina, mentre nel 1616 ritornò a dimorare in Sant'Andrea delle Fratte, dove rimane almeno fino al 1619.
Intorno a questo giro di anni giovanili sono databili diverse tele, in maniera più o meno certa, visto che nessuna sua opera è firmata o datata: l'Incoronazione della Vergine (1617 circa), l'unica di devozione pubblica, compiuta per la chiesa di San Pietro a Leonessa (Rieti), che però non viene mai menzionata dagli storici del tempo probabilmente perché di difficile rintracciamento, la Cattura di Cristo (1617 circa), altro capolavoro giovanile del pittore, oggi conservato presso il Museo di arte occidentale di Tokyo, l'Allegoria delle quattro stagioni (tra il 1612-1613), tema che ebbe così successo che fu compiuto in due versioni, di cui una al Museo di Dayton, il Caino e Abele e il Ritratto di uomo con guanto, oggi entrambi al Kunsthistorisches Museum di Vienna.

### L'ascesa artistica (1618-1620)

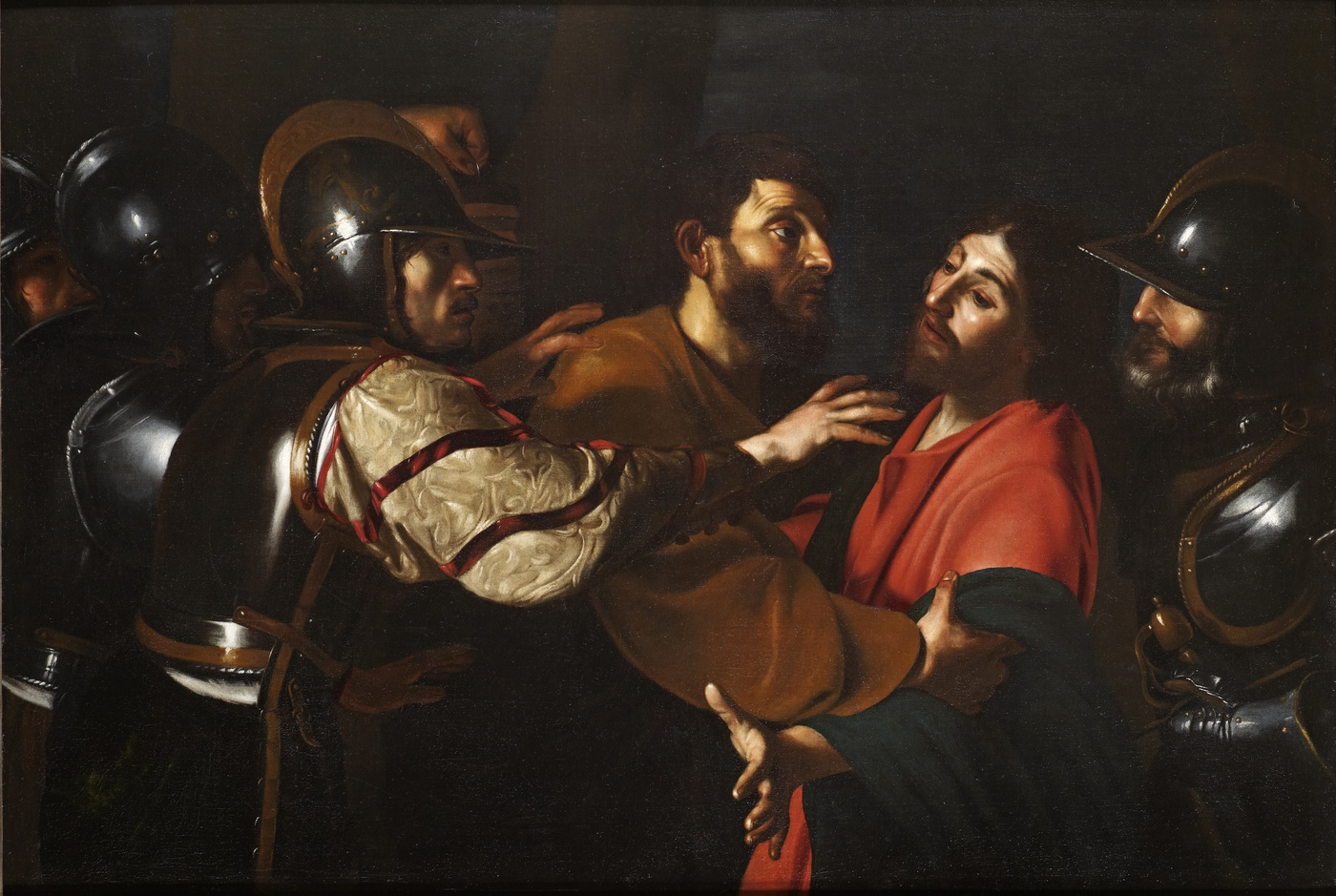
Cattura di Cristo (Museo d'arte occidentale, Tokyo)

Solo a partire dal 1618 Bartolomeo Manfredi torna alla ribalta e ricompare nelle corrispondenze di Giulio Mancini col fratello a Siena, allorquando il medico scrittore effettuò un acquisto a buon mercato di una Negazione di Pietro (probabilmente quella oggi al Museo di Braunschweig) eseguita dal pittore tra il 1617 e il 1618 e quindi spedita a Deifebo.
In questa circostanza il Manfredi sembra abbia confermato il proprio status artistico sul panorama artistico romano, risultando uno dei pittori più gettonati nell'ambiente e che ha accresciuto esponenzialmente le proprie quotazioni sul mercato d'arte. Giulio Mancini scrive al fratello a proposito del Manfredi: «Quel Bartolomeo, che fece lo sdegnio a Masser dello Spedale, è in tal reputatione ch'è stimato maggior di Michelangelo [Caravaggio] e adesso è stato venduto un quadro di suo a Sua Altezza Serenissima, nostro padrone, molte centinaia di scudi. Vi serva per avviso.». Questo messaggio probabilmente celava l'intenzione del Mancini di assicurarsi che il fratello non svalutasse opere che erano già nella loro collezione (quindi l'Ecce Homo, la Susanna e la Negazione di Pietro), le quali erano interessate in realtà da una potenziale rivalutazione economica positiva.

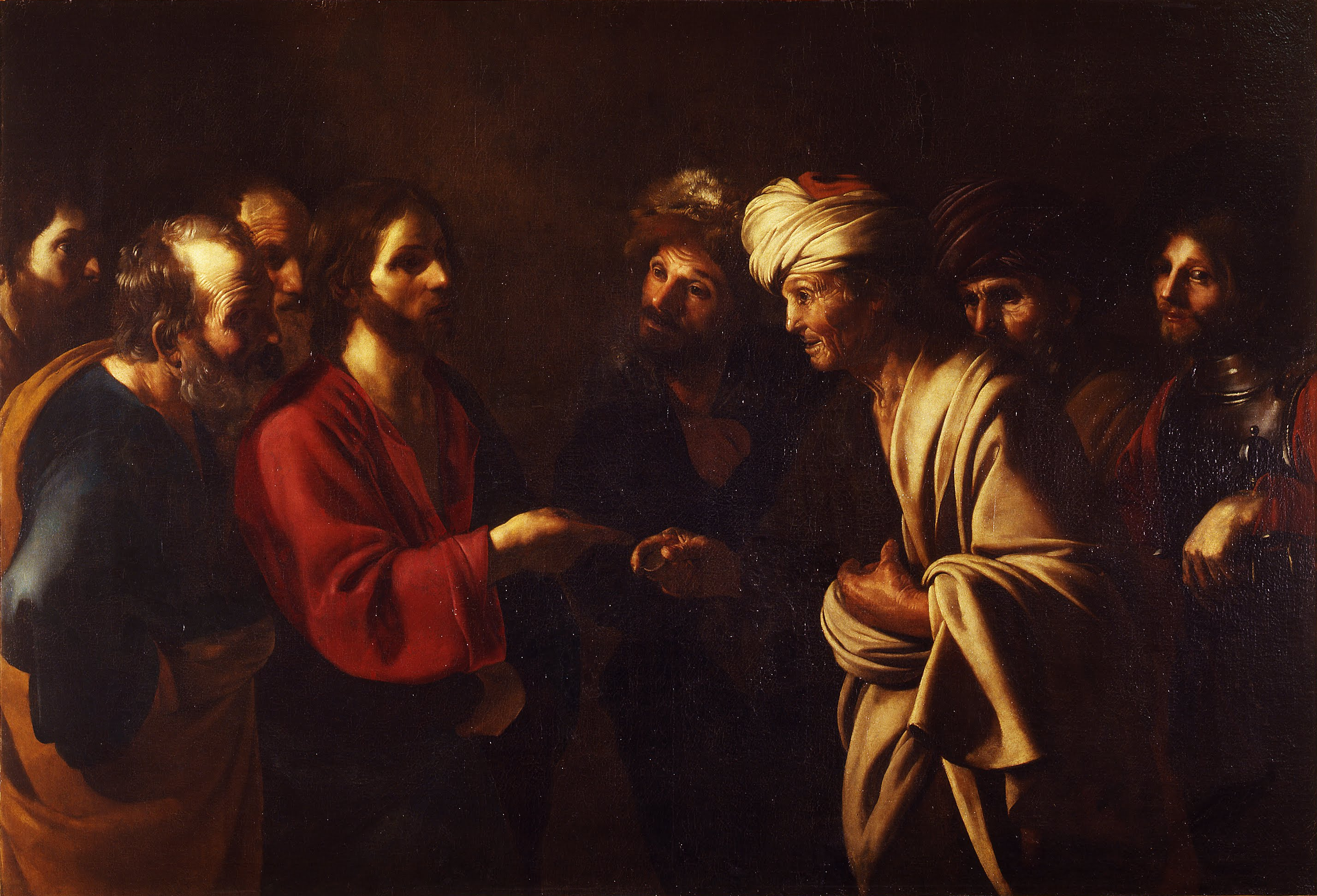
Tributo a Cesare (Galleria degli Uffizi, Firenze)

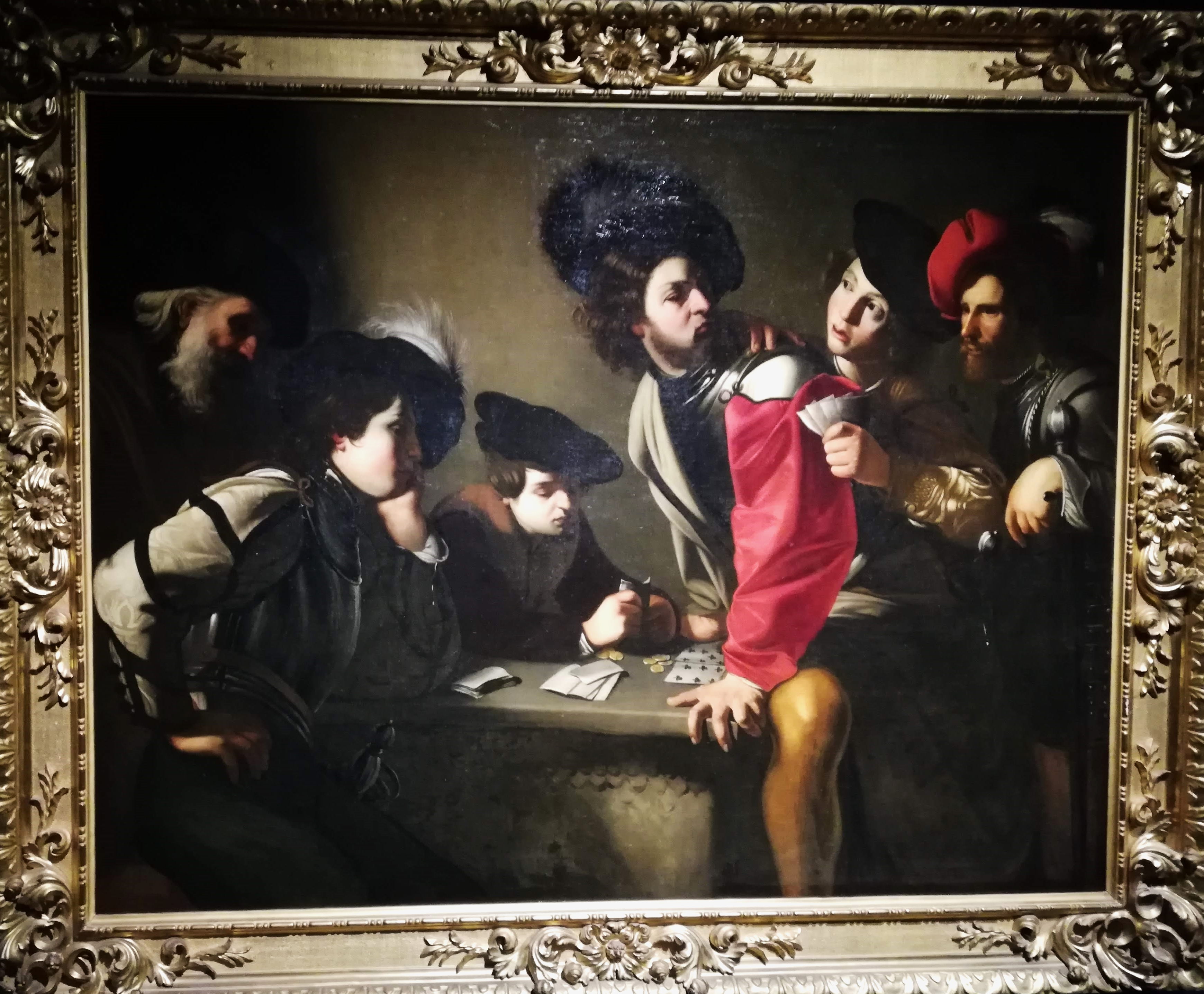
Giocatori (collezione privata Guicciardini)

Proprio a testimonianza di questa impressione, accadde che, a giugno del 1618, Giulio Mancini venne a sapere che Cosimo II acquistò per la collezione Medici un'opera di Bartolomeo Manfredi pagandola diverse centinaia di scudi. Questa notizia colpì favorevolmente lo scrittore medico, tant'è che in una lettera al fratello gli disse di avvisare il cavaliere Chigi che il granduca di Toscana sarebbe stato a Siena ben presto, e pertanto se avesse deciso di vendere lo Sdegno di Marte che ancora aveva presso la propria collezione, quella poteva essere la giusta occasione per farlo, dalla quale avrebbe potuto ricavarne almeno 400 scudi.
Cosimo II sembrava apprezzare particolarmente il Manfredi, tant'è che a questo giro di anni risalgono gli acquisti di almeno altre due opere sue, oltre alla prima sopracitata (probabilmente individuabile nell'Incoronazione di spine), entrambe in pendant e incentrate su scene di genere, quindi il Concerto e i Giocatori (databili tra il 1617 e il 1618 e oggi tutte e tre agli Uffizi). Non è escluso che sul finire del secondo decennio del Seicento il Manfredi si sia recato fisicamente a Firenze, visto che alcune fonti riportano che questi era particolarmente elogiato dall'Accademia del Disegno della città granducale, la quale chiese al pittore anche un Autoritratto (oggi non rintracciato), o dato che il pittore fiorentino Francesco Furini decise poi nel 1619 di recarsi a Roma per studiare presso la bottega del Manfredi, ritenuto «pittore di assaissimo credito».
Tra il 1620 e il 1621 il pittore si trasferì presso la parrocchia dei Santi Apostoli (erroneamente registrato come pittore "veronese") a Roma. Nel 1621 Manfredi realizza altre opere per la corte fiorentina, ma questa volta non direttamente per il granduca, bensì per il suo ambasciatore a Roma, Piero Guicciardini, per il quale riceve il 23 novembre dello stesso anno la somma di 80 scudi a titolo di saldo (ne aveva già ricevuti 20 come acconto) per «due tele con tre figure ciascuna» (non rintracciate, forse potrebbe trattarsi di almeno una tra il Martirio di San Bartolomeo, la Flagellazione di Cristo, e una delle diverse versioni dell'Incoronazione di spine, poiché tutte caratterizzate dalla presenza di tre personaggi nelle loro composizioni).

### Gli ultimi anni
Giulio Mancini, che comunque continuò a ordinare al Manfredi diversi quadri, alcuni di piccolo formato con Storie di Cristo, citate in una lettera accompagnatoria di agosto 1622, in occasione del loto trasferimento presso il fratello a Siena. Agli ultimi anni della sua vita risale la tela del Cristo che compare alla Madre (oggi al Museo comunale di Cremona), eseguita per la collezione Giustiniani, commessa direttamente o acquistata dal marchese Vincenzo, giacché compare inventariata nel suo lascito del 1638 assieme a un'altra tela non identificata, raffigurante il «San Girolamo che scrive con braccia nude».
Seppur il pittore non doveva trovarsi in condizioni di particolar criticità fisica, come si evince da una lettera inviata il 20 agosto del 1622 a Vincenzo II Gonzaga, col quale s'impegnò a realizzare quattro tele richieste dallo stesso cardinale (non si sa se tra queste vi era anche il Bacco e bevitore, che di certo fece parte delle collezioni del cardinale Silvio Valenti Gonzaga nel secolo successivo), il 12 dicembre 1622 Bartolomeo Manfredi muore, trovando sepoltura nella parrocchia di Santa Maria in Via, dove intanto risiedeva. La causa del decesso fu l'aggravarsi di una malattia, della quale il Baglione scriverà: «quel mal cattivo [...] era pieno».

## Stile

### Lascholadel Merisi

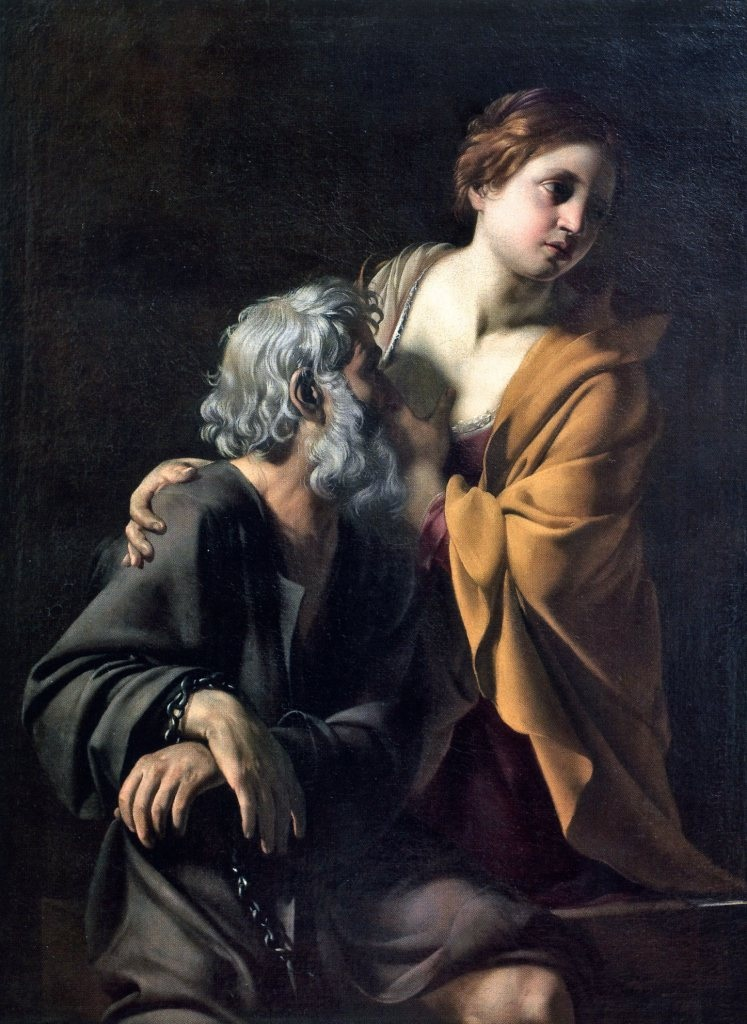
Carità romana (Galleria degli Uffizi, Firenze)

Bartolomeo Manfredi appartenne alla corrente dei pittori caravaggeschi della prima ora, a cui aderirono quegli artisti che conobbero a Roma, tramite contatto diretto quando era ancora in vita, Michelangelo Merisi da Caravaggio. Impressionati dall'innovativo stile naturalista, i pittori poi, senza mediazione di altri artisti, ne imitarono i modi talvolta anche in maniera superficiale, ma incontrando spesso il favore della committenza del tempo, almeno fino al secondo decennio del XVII secolo.
Lo scrittore e medico senese Giulio Mancini ritenne il Manfredi, assieme a Jusepe de Ribera, Cecco del Caravaggio e Spadarino, il più importante caravaggista a Roma, facente parte di quella che egli stesso riteneva esser la "schola" (scuola) del Merisi, grazie alla quale ottenne i dovuti successi sul panorama artistico locale.
La personalità del pittore non è ben definita; il Mancini lo inquadra nelle sue Considerazioni sulla pittura (1619-1628), successivo a Ribera nell'ordine (mentre al Cecco e allo Spadarino non furono dedicate righe autonome), cosa che era una manifestazione di merito per lo scrittore, come persona «di classe, fine, di aspetto nobile, ritirato ma che amava le conversazioni», quindi opposta a quella del pittore spagnolo: «Pongo volentieri doppo lo Spagnoletto Bartolomeo Manfredi, per essere quasi del tutto nel trattare contrario a lui e convenir nella maniera del Caravaggio, ma con più fine, unione e dolcezza.».
Anche il Baglione dedicò al Manfredi il riguardo che meritava nel suo Vite de' pittori, scultori et architetti (1642), infatti, il pittore ostianese fu interessato da una propria biografia, cosa che invece, anche in questo caso, non toccò né allo Spadarino né al Cecco, mentre invece spettò al Ribera. Nel suo libro il Baglione offre un dato che diventa molto importante per definire l'evoluzione artistica del pittore: questi infatti afferma che il Manfredi si avvicinò alla pittura di Caravaggio in età adulta (quando «si fece grande»), pertanto, seppur tuttavia senza puntualizzare l'età, lascia intendere che comunque il pittore si sarebbe avvicinato alla pittura caravaggesca solo diversi anni dopo il suo approdo a Roma, che avvenne intorno ai quattordici-quindici anni.

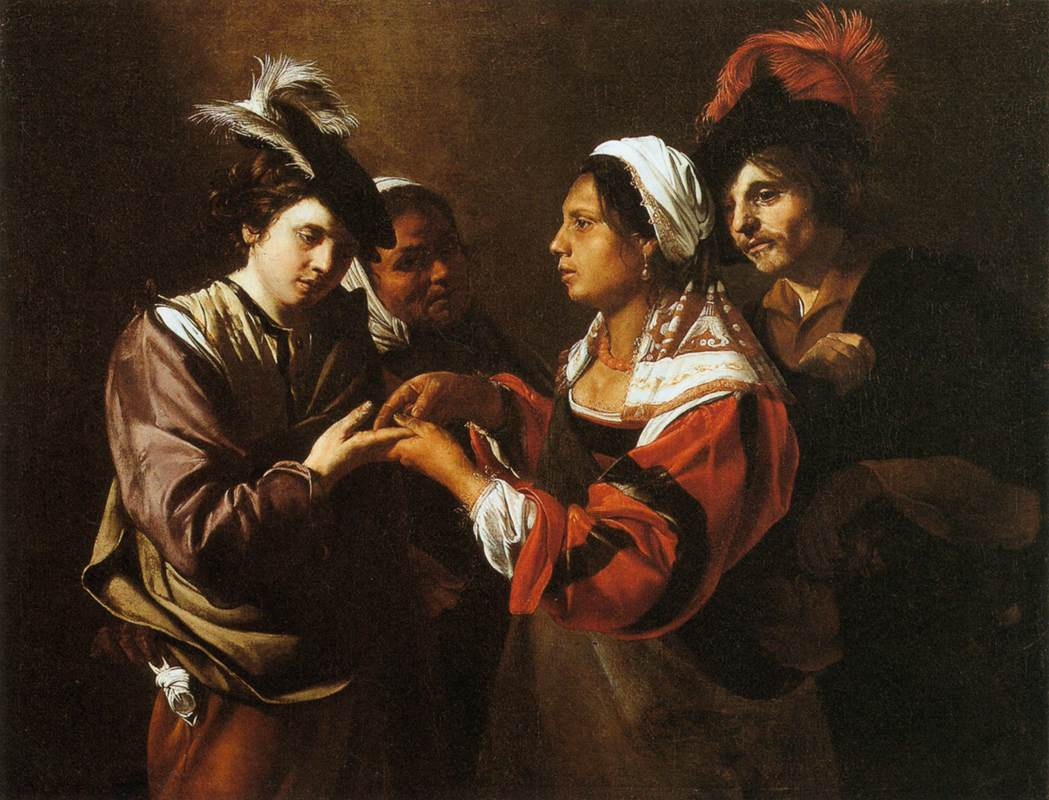
Buona ventura (Institute of Arts, Detroit)

Lo stile di Manfredi, che imitava soprattutto le scene di “genere” di Caravaggio, come le figure di musici, soldati e frequentatori d'osteria, fu definito dallo storico e pittore Joachim von Sandrart "Manfrediana Methodus" (in italiano "genere alla Manfredi" o "metodo alla Manfredi"), definizione che poi verrà riponderata in epoche più recenti. Nel suo catalogo compaiono opere pressoché esclusivamente di destinazione privata (solo una tela è di pubblica devozione, l'Incoronazione della Vergine con santi, collocata presso la chiesa di San Pietro a Leonessa (Rieti) e compiuta verosimilmente in anni giovanili), con attribuzioni spesso riferite a un generico "pittore caravaggista" o altre volte confuso direttamente con lo stesso Merisi. A tal proposito sia il Mancini che il Bellori che il Baglione enunciarono nei loro libri in maniera negativa questa evenienza, di cui l'ultimo che scrisse al riguardo: «[Manfredi] Non figurò quadro veruno grande in publico, o perché non gli bastasse l'animo, per haver poco disegno, o perché non hebbe occasione».
Diversi furono i soggetti ripresi e rielaborati dal Manfredi su prototipi del Caravaggio o comunque molto cari a lui: almeno quattro erano le versioni della Buona ventura, di cui oggi è nota solo quella di Detroit, particolare in quanto al "classico" trio che inscena il Merisi nelle sue due versioni, si aggiunge una quarta figura, il complice del truffato, che a sua volta deruba la zingara; diverse scene col San Giovanni (almeno due Battista e due Evangelista), ma soprattutto almeno sette raffigurazioni dell'Incoronazione di spine, tutte chi più e chi meno che riprendono l'invenzione a taglio orizzontale del pittore lombardo ancorché la postura laterale con spalla scoperta del Cristo.
L'approccio alla pittura "dal vero" determinava per Bartolomeo, così come accadeva per il Merisi, il fatto che i suoi modelli fossero riutilizzati in più dipinti: ad esempio la figura della Venere nello Sdegno di Marte, forse il suo maggior capolavoro, funge da modello per l'impersonificazione dell'Estate nella scena dell'Allegoria delle quattro stagioni di Dayton, nella Carità romana degli Uffizi, nella complice dei Bari, o anche nel Trionfo di David del Louvre.

### Il confronto col Ribera e gli altri caravaggeschi nordici
Le evidenze stilistiche del Manfredi palesavano delle imperfezioni che diventano elementi peculiari delle sue opere: le teste dei personaggi sproporzionate rispetto ai corpi, una densa nitidezza di pennellata, le espressioni di alcuni personaggi, rigide e forse che risentono dell'ascendenza del Pomarancio.
Le soluzioni adottate risultano più rigide e compassate, con una minor capacità di esternazione dei sentimenti dei personaggi dipinti se paragonate ad altri artisti di spessore contemporanei, come il Ribera, van Honthorst, Régnier, Valentin de Boulogne, o Nicolas Tournier. Il pittore spagnolo funge come motivo d'ispirazione per il Manfredi, mentre gli ultimi artisti nord europei, in qualche modo, subirono l'influenza dal pittore ostianese, soprattutto il Tournier, al punto che tutt'oggi i due si vedono confuse le rispettive opere.
Le rappresentazioni del Manfredi, a partire dal 1617 circa, risentono dell'influenza del giovane Ribera, che intanto era anch'egli a Roma e che sin dalle fonti dei biografi del tempo viene messo in contrapposizione al Manfredi. Nella Negazione di Pietro, soggetto molto in voga in quegli anni, Bartolomeo non riesce a raggiungere il livello di drammatizzazione che invece raggiunse lo Spagnoletto qualche anno prima con la propria versione (oggi alla Galleria Corsini di Roma), che fu di fatto uno dei suoi primi capolavori nonché modello per successive versioni. Un altro soggetto evidentemente ispirato dal pittore valenzano fu il San Girolamo, noto in almeno cinque versioni del Manfredi, più o meno riuscite, che però risultano rilevanti nel loro insieme perché testimoniano il passaggio evolutivo dalla sua pittura, che parte da un momento giovanile ispirato al Merisi per concludere la parabola in una fase più matura vicina al Ribera. Appaiono infine frequenti gli inserti di natura in posa nelle scene dei dipinti del Manfredi, da fiori, frutti, armi, frequenti e di gran spessore sia nelle opere del Caravaggio che del Ribera.
Nelle scene di genere eseguite per Cosimo II de' Medici, quindi il pendant del Concerto e i Giocatori, tele che riscossero molto successo già all'epoca, al punto che ne furono tratte numerose copie antiche, la convivialità della rappresentazione rimanda invece a una serie di opere coeve a simile soggetto che l'Honthorst realizzò anch'egli per il granduca, seppur i due artisti danno due interpretazioni differenti alle loro composizioni. Il pittore olandese infatti accentua l'ambientazione a lume di candela con un ritratto sei soggetti più spensierati di quanto non faccia il Manfredi, che invece risente sensibilmente della rigidezza delle figure, prive di emozionalità o giovialità, che contribuiscono a dare un tono malinconico a tutta la scena (nessuna delle figure del Manfredi giovane, infatti, sorride mai nelle scene seppur conviviali).

### Le difficoltà attributive

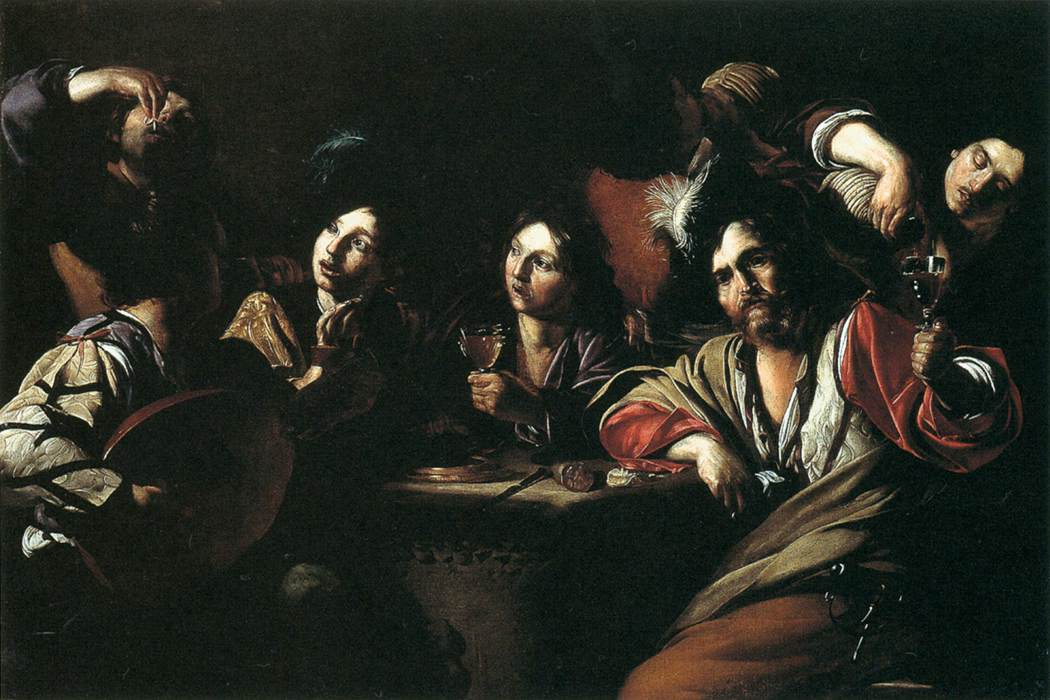
Taverna con liuto (County Museum of Art, Los Angeles)

L'assenza della firma del Manfredi da ciascuna delle sue opere, ancorché il fatto che la sua attività si sia sviluppata in solo quindici anni circa, ha lasciato agli storici dell'arte un terreno alquanto impervio entro cui muoversi circa le attribuzioni e le datazioni delle sue tele A rendere tutto più complesso, inoltre, si aggiunge il fatto che il suo catalogo artistico si compone di opere, seppur tutte entro una forbice cronologica ristretta, distanti tra loro sia per stile che, talune volte, anche per spessore ed esecuzione, i cui successi erano forse legati alla committenza o, più verosimilmente, ad alti e bassi che caratterizzavano il pittore stesso.
A tal proposito si pensi alla distanza che separa stilisticamente il Bacco e bevitore (oggi a palazzo Barberini), opera cruda e greve, con quella dell'Apollo e Marsia (oggi a Saint Louis), che invece risulta raffinata e più morbida, quasi classicheggiante, che sembra addirittura anticipare l'evoluzione luminista del Ribera post 1630. Si pensi alla Carità romana (oggi agli Uffizi), anch'essa d'impianto classico, di gusto reniano, cui si contrappone la Riunione di bevitori, dove le figure sono popolaresche, quasi volgari. Si pensi infine al Re Mida, poetico ed elegante nella posa, contrapposto all'ultima opera certa, già in collezione Giustiniani, ossia il Cristo che compare alla madre, che sembra sproporzionato e sgradevole per la deformazione dei soggetti ritratti.
A causa delle similitudini con Nicolas Tournier, spesso i due pittore hanno visto da parte della critica contendersi l'attribuzione di diverse opere: la Negazione di San Pietro di Braunschweig nonché il San Giovanni Evangelista dei Musei Capitolini di Roma, oggi assegnati al Manfredi, per lungo tempo erano ascritti al pittore francese, mentre il Suonatore di liuto dell'Ermitage di San Pietroburgo, la Sala delle guardie di Dresda o anche i due Soldati bevitori della Galleria Estense di Modena, hanno invece fatto il percorso inverso.

## Fortuna critica

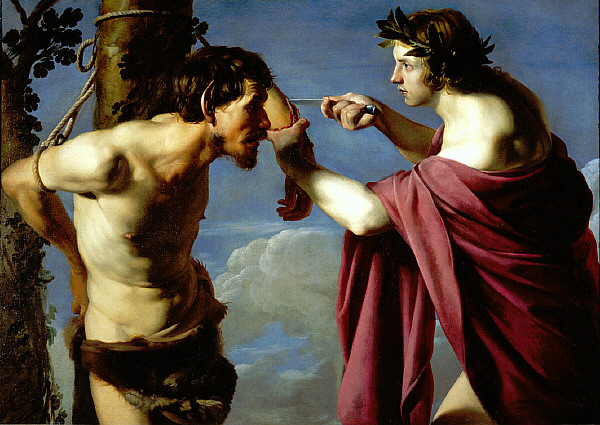
Apollo e Marsia (The Art Museum, Saint Louis)

Sulla fortuna critica di Bartolomeo Manfredi e sulla sua considerazione postuma hanno influito alcuni luoghi comuni derivanti da antiche fonti storiografiche e trascinate col tempo fino ai giorni moderni, alternando nel corso del tempo considerazioni prima negative e poi eccessivamente positive sul pittore. Giovanni Pietro Bellori nelle sue Vite de' pittori, scultori et architetti moderni (1672) ribadisce i concetti enunciati già dal Baglione, secondo cui il Manfredi aderì alla pittura come copista del dettato del Merisi, seppur l'accezione non aveva una connotazione esclusivamente negativa, come si potrebbe pensare. Lo stesso scrittore dichiarava nella sua biografia sul Manfredi che questi non fu semplicemente "imitatore", ma «[...] si trasformò nel Caravaggio, e nel dipingere parve che con gli occhi di esso riguardasse il naturale. Usò li modi stessi e fu tinto di oscuri, ma con qualche diligenza e freschezza maggiore, e prevalse anch'egli nelle mezze figure, con le quali soleva comporre l'istorie».

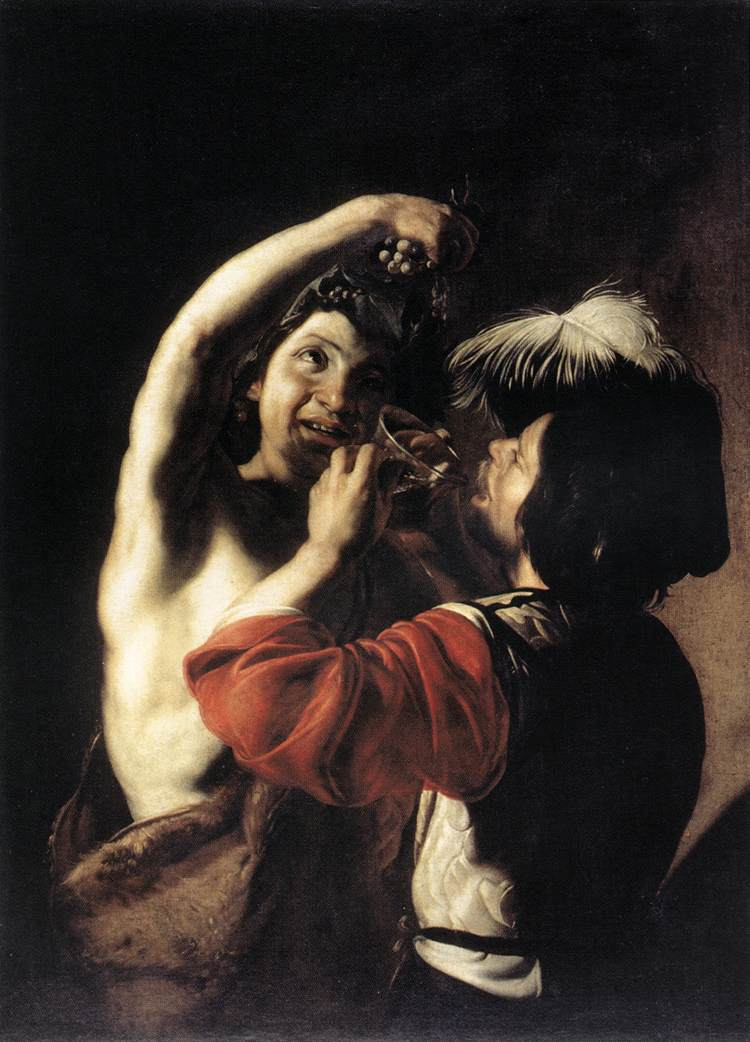
Bacco e bevitore (Galleria nazionale d'arte antica, Roma)

A lungo considerato, quindi, un mero imitatore delle opere di Caravaggio, seppur come detto questa definizione non aveva carattere negativo, grazie a studi più recenti e nuove attribuzioni la sua opera pittorica è stata del tutto rivalutata, riconoscendogli un ruolo importante nella diffusione del caravaggismo e soprattutto la capacità di ambientare le storie sacre in una atmosfera naturalistica e contemporanea. Tuttavia la rivalutazione ha comportato lo sfocio in eccedenza positiva di quella che è stata la vita artistica del Manfredi. Questi fu infatti ritenuto, erroneamente, unico caposcuola per la generazione di pittori fiamminghi e francesi che intanto giunsero a Roma tra il secondo e terzo decennio del Seicento. Tale assunto si fondò sull'interpretazione dello scritto di Joachim von Sandrart, dove fu utilizzata nell'Accademia tedesca di architettura, scultura e pittura (1675) la definizione "Manfrediana methodus" durante la descrizione delle opere di Gerard Seghers, un altro pittore che ad ogni modo poco aveva in condivisione col Manfredi. Tale definizione ha infatti acquisito nel tempo un significato troppo estensivo da parte della critica, determinando per lungo tempo un'errata concezione secondo cui il pittore ostianese fu in prima fila nello sviluppo della pittura caravaggista romana. In realtà la definizione "Manfrediana methodus" venne utilizzata sola una volta e per di più neanche dal Sandrart direttamente, che invece letteralmente adoperò "Manfrediana Manier" per descrivere il modo di dipingere del Seghers, ma bensì dal traduttore del suo testo, Christian Rodius, che nell'edizione del 1683 trasformò le parole in, appunto, "Manfrediana methodus".
In occasione della riscoperta in epoche più recenti dei pittori caravaggeschi, questo ruolo attribuito al Manfredi, che divenne una sorta di marchio per il pittore, è stato ridimensionato con la conseguente rivalutazione del ruolo di altri artisti attivi sul palcoscenico artistico romano del tempo, su tutti Jusepe de Ribera, ma anche Carlo Saraceni, Orazio e Artemisia Gentileschi e Orazio Borgianni. Alla luce della rivalutazione della definizione "Manfrediana methodus", quindi, seppur rimane fattiva l'influenza che il pittore ha suscitato sui suoi contemporanei, è stato dunque ridimensionato il peso specifico della sua scuola all'interno del panorama artistico romano e, più nel dettaglio, della schiera di artisti del nord Europa che in prima istanza furono ritenuti seguaci della sua maniera.
Il successo che a partire dalla seconda metà del XX secolo è derivato dalla rivalutazione del Caravaggio, ha portato il pittore a vedere comunque considerate in maniera più consolidata le sue pitture. Un'intera stanza della Galleria degli Uffizi di Firenze espone sei quadri del Manfredi, tra i quali alcuni dei suoi più famosi: il Concerto e i Giocatori, in gran parte distrutti nell'attentato mafioso di via dei Georgofili nel 1993, di quest'ultimo che, già restaurato nel 1970 in occasione della mostra Caravaggio e i caravaggeschi a Palazzo Pitti, nonostante i buchi causati da frammenti di vetro e materia esplosi, rimangono ancora visibili i volti di 4 dei 6 personaggi, il Tributo a Cesare, la Carità romana, la Disputa coi dottori e il Cristo deriso.